# 2023年鐵路
此條目列出2023年發生有關鐵路運輸的事件。

## 事件

### 1月
- 1月2日：伊斯坦堡地鐵7號線延長。
- 1月6日：伊斯坦堡地鐵8號線通車[1]。
- 1月6日：漳泉铁路蓬鲁至安溪东段、雪肖铁路黄塘至惠安南段开通。
- 1月7日：舊金山中央地鐵在平日投入使用[2]。
- 1月8日：港鐵東鐵綫落馬洲站重開[3]。
- 1月15日：黄石有轨电车1号线黄石北站启用[4]。
- 1月15日：香港西九龍站恢復使用。
- 1月16日：郑州地铁6号线金桢路站启用[5]。
- 1月18日：重庆轨道交通9号线延长至花石沟站，10号线延长至后堡站[6]。北京地鐵9號線和房山線開始直通運行。
- 1月19日：孟買地鐵2A線及7號線延長[7][8]。
- 1月22日：伊斯坦堡地鐵11號線通車[9]。
- 1月24日：尼日利亞總統穆罕馬杜·布哈里為拉各斯地鐵蓝线（英语：Lagos Rail Mass Transit Blue Line）舉行落成典禮[10]。
- 1月25日：紐約長島鐵路經東城連接線（英语：East Side Access）連接至大中央總站，但只提供有限度服務[11]。

### 2月
- 2月3日：發生2023年俄亥俄州列車脫軌事故[12]。
- 2月4日：北京地铁昌平線延長至西土城站[13]。
- 2月6日：東鐵綫重開羅湖站[14]。
- 2月8日：設拉子地鐵2號線通車[15]。
- 2月10日：安坑輕軌通車。[16]
- 2月21日：杭州地铁文三路站、亚运村站和丰北站开通[17]。
- 2月26日：輕鐵第二期列車全面退役。
- 2月27日：重庆轨道交通5号线延长至悦港北路站[18][19]。
- 2月27日：卡拉季地鐵2號線通車。
- 2月28日：發生2023年色薩利火車相撞事故，導致57人死亡，85人受傷[20]。

### 3月
- 3月1日：莫斯科地鐵大環線全線通車[21]。
- 3月15日：巴拿馬地鐵2號線機場支線通車[22]。
- 3月16日：布城線第二階段通車[23][24]。
- 3月17日：大連地鐵5號線開通[25]。
- 3月18日：北京地铁6号线、16号线二里沟站开通[26]，10号线三元桥站恢复运营[27]。
- 3月18日：相鐵·東急直通線通車，京葉線幕張豐砂站啟用[28]，大阪東線大阪站啟用[29]。
- 3月18日：德黑蘭地鐵6號線及7號線延長。
- 3月26日：班加羅爾地鐵紫線克里斯赫納拉賈普拉至懷特菲爾德段通車[30]。
- 3月27日：福岡市地下鐵七隈線由天神南站東延至博多站[31]。
- 3月31日：北海道旅客鐵道留萌本線石狩沼田 - 留萌區間廢除[32]。
- 3月31日：鹿特丹地鐵B線延長一站至荷蘭角海濱站[33]。

### 4月
- 4月7日：金华轨道交通金义东线义东段延长至明清宫站[34]。
- 4月8日：伊斯坦堡地鐵3號線延長。
- 4月12日：安卡拉地鐵4號線延長。
- 4月13日：中老鐵路跨國列車（昆明南至万象）正式開行[35]。
- 4月25日：塔什干地鐵環線延長[36]。
- 4月26日：安卡拉—錫瓦斯高速鐵路（英语：Ankara–Sivas high-speed railway）通車[37]。

### 5月
- 5月1日：德黑蘭地鐵4號線延長。
- 5月2日：基多地鐵通車[38]。
- 5月9日：大王山云巴开通运营[39]，是比亚迪首条旅游云巴线[40][41]。
- 5月10日：發生臺中捷運塔吊撞擊事故，導致1人死亡10人受傷[42]。
- 5月11日：基多地鐵因技術問題停運[43]。
- 5月12日：长春轨道交通3号线西安桥站恢复运营[44]，郑州地铁14号线莲湖站启用[45]。
- 5月19日：華盛頓地鐵黃線及藍線波多馬克車場-VT站（英语：Potomac Yard–VT station）啟用[46]。
- 5月28日：固安站复办客运业务[47]。

### 6月
- 6月1日：上海張江有軌電車停運並拆除[48]，同時天津開發區導軌電車1號線也停運，稍後拆除。
- 6月2日：发生奥迪沙邦列车相撞事故，造成至少295人死亡、1175人受伤[49]。
- 6月6日：长春轨道交通4号线延长至天新路站[50]。
- 6月15日：京津城际铁路部分列车降速至310km/h运行，同时部分列车改用重联或长编动车组列车[51]。
- 6月16日：洛杉磯軌道交通地區連接線（英语：Regional Connector）通車[52][53]。
- 6月17日：重庆轨道交通环线、2号线谢家湾站实现站内换乘[54]。
- 6月19日：曼谷單軌鐵路黃線通車[55][56]。
- 6月24日：蘇州軌道交通11號線通車[57]。
- 6月25日：厦门轨道交通3号线体育会展站、东界站、洪坑站、翔安市民公园站启用[58]。
- 6月27日：西安地铁16號線一期通車[59]。2号线向北延长至草滩站，向南延长至常宁宫站[60][61]。
- 6月28日：滁宁城际铁路滁州段（滁州高铁站-汊河站）[62]、长株潭城际轨道交通西环线开通运营[63]。
- 6月29日：蘭州轨道交通2号线一期開通運營[64]。
- 6月30日：青岛地铁2号线海信桥站开通运营[65]。
- 6月30日：米蘭地鐵4號線延伸至聖巴比拉[66]。
- 6月30日：檀香山軌道交通第一期（東卡普萊 - 阿羅哈體育場）通車[67]。

### 7月
- 7月1日：合肥轨道交通1号线延伸至张洼站[68]。京哈铁路兴城西站[69]、济青高速铁路红岛站启用[70]。
- 7月1日：首都圈電鐵西海線從素砂北延至大谷[71]。
- 7月4日：米蘭地鐵4號線延長至聖巴比拉。
- 7月26日：紹興軌道交通2號線通車[72]。
- 7月31日：桃園機場捷運延伸至老街溪站[73]。
- 7月31日：大都會快速網絡寶樂沙至蒙特利爾中央車站段通車[74]。

### 8月
- 8月1日：浦那地鐵1號線及2號線延長。
- 8月7日：坦佩雷輕軌3號線西延段通車。
- 8月8日：贵南高速铁路龙里北至荔波段通车[75]。
- 8月18日：特拉維夫輕鐵紅線（英语：Red Line (Tel Aviv Light Rail)）通車[76]。
- 8月26日：宇都宮輕軌通車[77]。
- 8月26日：溫州軌道交通S2線通車。
- 8月27日：福州地鐵4號線通車，5号线延长至福州火车南站站[78]。
- 8月28日：日田彥山線改為BRT。
- 8月28日：大雅加達輕軌通車[79]。
- 8月31日：贵南高速铁路荔波至南宁段通车[80]，青岛地铁4号线观象山（市立医院）站开通运营[81]。

### 9月
- 9月4日：拉各斯地鐵藍線通車。
- 9月6日：莫斯科地鐵加里宁-松采沃线延長至伏努科沃國際機場。
- 9月7日：莫斯科地鐵柳布林諾-德米特羅夫線北延。
- 9月7日：雅加達—萬隆高速鐵路通車試運營。
- 9月8日：鄭州地鐵3號線南延至滨河新城南站。
- 9月8日：莫斯科中央直徑線D4線通車。
- 9月17日：西米德蘭地鐵伍爾弗漢普頓市延伸段通車[82]。
- 9月21日：西安地铁1号线延长至咸阳西站。
- 9月22日：光亮綫延长至奥兰多。
- 9月22日：郑州地铁城郊线小乔站、华南城东站启用、成都地铁17号线与成都地铁19号线拆分。
- '9月25日：聖地牙哥地鐵3號線西延至基利庫拉廣場。[83]
- 9月26日：广州至汕尾铁路通车，西安地铁西户线、5号线阿房宫南站实现站内换乘，光谷空轨通车。
- 9月28日：福厦高铁通车[84]、沪宁沿江高速铁路通车[85]、鄭州地鐵10號線一期开通。
- 9月29日：瀋陽地鐵4号线、2號線南延線開通營運，哈尔滨地铁3号线延伸到中华巴洛克街区站。

### 10月
- 10月5日：位於利物浦的默西鐵路延長。
- 10月7日：重庆轨道交通环线上浩站、4号线港城站启用[86][87]。
- 10月9日：班加羅爾地鐵紫線延長[88]。
- 10月11日：佛山站暂停服务，开始改造。
- 10月20日：里昂地鐵B線延長[89]。
- 10月20日：德里-密拉特區域快速交通系統一期开通[90]。
- 10月21日：赫爾辛基輕轨15號線開通營運[91]。
- 10月26日：青岛地铁13号线北延至嘉陵江西路站[92]。
- 10月28日：開塞利電車4號線南延段通車[93]。

### 11月
- 11月4日：愛民頓輕鐵河谷線通車[94]。
- 11月5日：達卡地鐵6號線南延至達卡市中心[95]。
- 11月15日：布加勒斯特地鐵2號線延長[96]。
- 11月17日：新孟買地鐵1號線通車[97]。
- 11月26日：滇藏铁路丽江至香格里拉段（麗香鐵路）通车[98]。
- 11月26日：聖地牙哥地鐵2號線南延至聖貝爾納多[99]。
- 11月28日：成都地铁19号线二期开通[100]、川青铁路青白江东至镇江关段开通[101]。
- 11月30日：杭州地铁19号线五联站、驿城路站开通[102]、重慶軌道交通5號線一期中段开通运营、重庆轨道交通10号线延长至兰花路站、5号线与江跳线跨线运营。

### 12月
- 12月1日：武汉轨道交通5号线延长至红霞站[103]。
- 12月1日：基多地鐵重開[104]。
- 12月4日：妙見之森纜索線及妙見之森吊椅停運[105]。
- 12月8日：济郑高铁山东段通车[106]、莱荣高铁通车。
- 12月8日：澳門輕軌氹仔線延伸至媽閣站[107]。
- 12月10日：法蘭西島有軌電車12號線通車[108]。
- 12月10日：日內瓦電車15號線南延段通車[109]。
- 12月10日：漢諾威城鐵13號線延长至黑明根[110]。
- 12月14日：北京地铁昌平线西二旗-生命科学园区间发生列车追尾事故[111]。
- 12月15日：玛雅铁路坎昆机场（西班牙语：Estación de Cancún Aeropuerto）至坎佩切（西班牙语：Estación de San Francisco de Campeche (Tren Maya)）段通车[112]。
- 12月16日：首都圈電鐵1號線從逍遙山北延至漣川[113]。
- 12月16日：贵阳轨道交通3号线开通。
- 12月18日：津兴城际铁路通车[114]。
- 12月20日：郑州地铁12号线开通[115]。
- 12月21日：利馬地鐵2號線通車。
- 12月22日：隆黄铁路叙毕段开通。
- 12月23日：苏州轨道交通3号线与苏州轨道交通11号线跨线运营。
- 12月25日：武黄铁路（武汉新港江北铁路）全线贯通[116]。
- 12月26日：汕汕高铁開通、广州白云站启用、合肥軌道交通2號線東延線、3號線南延線開通、成宜高铁开通。哈尔滨地铁3号线北马路站启用[117]、龙龙铁路龙岩至武平段开通。
- 12月26日：2023年朝鮮端川站出軌事故
- 12月27日：昌景黄高铁[118]、防东铁路通车[119]。南通軌道交通2號線通車[120]。深圳地铁8号线东延至小梅沙站[121]。
- 12月27日：菲律賓國家鐵路南幹線那牙 - 黎牙實比段重新通車[122]。
- 12月27日：上野懸垂線停運[123]。
- 12月28日：广州地铁7号线二期、5号线东延段开通、重庆轨道交通18号线一期（富华路-跳磴南）開通[124]、郑州地铁郑许线开通[125]、天津地鐵11號線一期东段（东江道-东丽六经路）开通[126]、南京地铁7号线南段（西善桥-应天大街）开通[127]。
- 12月30日：北京地铁11号线延长至模式口站，16号线延长至宛平城站，17號線一期北段（未来科学城北 - 工人体育场，不含望京西站）、16号线苏州街站开通[128][129][130][131]。武漢軌道交通19號線通車[132]。
- 12月30日：奧爾什丁電車Skwer Wakara/Planetarium – Pieczewo段通車，4號線开通运营。[133]
- 12月31日：甬金铁路开通[134] 、长春轨道交通4号线东新路站开通。